# Ars-les-Favets
Ars-les-Favets är en kommun i departementet Puy-de-Dôme i regionen Auvergne-Rhône-Alpes i centrala Frankrike. Kommunen ligger i kantonen Montaigut som tillhör arrondissementet Riom. År 2022 hade Ars-les-Favets 221 invånare.

## Befolkningsutveckling
Antalet invånare i kommunen Ars-les-Favets
| Referens: INSEE |